# Рецессия в США (1958)
Рецессия 1958 года, также известная как рецессия Эйзенхауэра, была резким мировым экономическим спадом в 1958 году. Влияние рецессии распространилось за пределы Соединённых Штатов на Европу и Канаду, что привело к закрытию многих предприятий. Это была самая значительная рецессия во время бума после Второй мировой войны в период с 1945 по 1970 год, вызвавшая резкий экономический спад, который продолжался восемь месяцев. К тому времени, когда в мае 1958 года началось восстановление, большая часть утраченных позиций были возвращены. К концу 1958 года экономика вышла на новый высокий уровень занятости и производства. В целом, рецессия была оценена как умеренная по продолжительности и масштабам снижения занятости, производства и доходов.

## Причины
Было много основных факторов спада, которые оказывали растущее негативное давление на производство и занятость, что привело к общему снижению экономической активности.
- Продажи новых автомобилей резко упали, поскольку потребители среднего класса решили оставить свои автомобили на более длительный срок вместо того, чтобы обновлять их через несколько лет[3]. Рынок продаж автомобилей упал на 31 % по сравнению с 1957 годом, в результате чего 1958 год стал худшим автомобильным годом со времён Второй мировой войны[1]. Всего за три года продажи упали с почти 8 миллионов покупок в 1955 году до 4.3 млн покупок в 1958 году[3]. В попытке преодолеть спад продаж автомобилей — одного из наиболее пострадавших секторов экономики — дилерский центр Beyer DeSoto в Сент-Луисе заставил своих продавцов дежурить 64 часа подряд в рамках акции, которая позволила повысить продажи на 73 %[2].
- Строительство жилья замедлилось из-за повышения процентных ставок в 1955 и 1956 годах. К 1957 году строительство новых домов упало до 1,2 миллиона единиц[3].
- Постепенно сокращался приток инвестиций в отрасли средств производств[1], что привело к окончанию бурного роста. Первые проблемы начались в 1956 году с замедления темпов планирования замены оборудования и расширения производственных мощностей, что привело к падению новых заказов на оборудование[3]. Это привело к увеличению разрыва между предложением и спросом на использование промышленных мощностей[1]. Экономисты Федеральной резервной системы полагали, что администрация Эйзенхауэра способствовала рецессии, сократив закупки Министерства обороны США в 1957 году[3].

## Последствия
Производство товаров длительного пользования, а также лесозаготовительная, горнодобывающая и текстильная промышленность были отраслями, которые пострадали больше всего. Из-за резкого сокращения невыполненных заказов на товары длительного пользования и снижения спроса на сырьё и другие материалы, рецессия 1958 года заставила более пяти миллионов человек остаться без работы.
В США безработица выросла, но доходы населения практически не снизились. В целом, занятость сократилась на 6,2 %, что привело к потере 2 миллионов рабочих мест, а 1,3 миллиона человек получали страховые пособия по безработице. Безработица была самой высокой в промышленных районах на северо-востоке и среднем западе США, а также в горнодобывающих районах в Пенсильвании, Западной Вирджинии и на западе США. Мичиган пострадал больше всех штатов с уровнем безработицы 11 %, а в Детройте был зафиксирован рекордный показатель в 20 %. В значительной степени это было результатом 47%-го спада производства автомобилей. Когда в январе 1958 года уровень безработицы превысил 5,1 миллиона человек, он был выше, чем когда-либо с 1941 года.

## Цены и расходы
Влияние на цены и расходы было очевидным парадоксом, поскольку цены продолжали расти, в то время как производство и занятость сокращались. В прошлые рецессии цены, как правило, падали во время спада, но на этот раз они выросли, за исключением сырья. Потребительские цены в США выросли на 2,7 % с 1957 по 1958 год и после паузы продолжали расти до ноября 1959 года. Оптовые цены выросли на 1,6 % с 1957 по 1959 год. Продолжающийся рост цен стал причиной беспокойства многих известных экономистов, анализирующих экономику, таких как Артур Ф. Бернс.

## Действия правительства
Усилия правительства по содействию скорейшему восстановлению экономики сыграли важную роль в сдерживании рецессии. Президент Дуайт Д. Эйзенхауэр, председатель Совета экономических консультантов Раймонд Дж. Солнье, министр финансов Роберт Б. Андерсон и лидер большинства в Сенате Линдон Б. Джонсон были одними из важных фигур, сыгравших главную роль в этих усилиях. Основное внимание Эйзенхауэра было сосредоточено на стимулировании восстановления экономики при сохранении финансового «порядка» в правительстве.
- Уже реализуемые строительные проекты были ускорены, а те, которые уже финансировались, планировались и начинались незамедлительно. Проекты Министерства сельского хозяйства США по программам водных ресурсов и электрификации сельских районов были ускорены[3].
- Чтобы стимулировать строительство жилья, администрация отменила ограничения на ипотечные кредиты без первоначального взноса[3].
- Наконец, в июне 1958 года Конгресс принял закон, разрешающий федеральную помощь штатам, чтобы они могли продлить период выплаты пособий по безработице.
- Монетарная политика также сыграла свою роль в борьбе с рецессией. Федеральная резервная система, осознав серьёзность ситуации, снизила учётную ставку до 1,75 %, пока условия не начали улучшаться. К концу рецессии индекс промышленного производства составлял 142 % от среднего показателя 1947—1949 годов. Общая занятость увеличилась примерно на 1 миллион человек по сравнению с минимумом рецессии, а безработица сократилась на 1 миллион человек. Доходы и расходы населения находились на новых высоких уровнях. Валовой национальный продукт, самый широкий показатель объёма производства товаров и услуг в стране, вырос до 453 миллиардов долларов в год.

Официально рецессия продолжалась с середины 1957 года по апрель 1958 года.
В Великобритании быстрое восстановление экономики под руководством премьер-министра Гарольда Макмиллана позволило Консервативной партии переизбраться на третий срок правления против Лейбористской партии Хью Гейтскелла на всеобщих выборах 1959 года. С другой стороны, в Соединённых Штатах Демократическая партия получила контроль над Конгрессом США на промежуточных выборах 1958 года после того, как Республиканскую партию обвинили в экономическом кризисе.